# Ernst Norée
Ernst Oscar Norée, ursprungligen Andersson, född 13 december 1878 i Gävle, död 18 januari 1936 i Stockholm, var en svensk affärsman och skådespelare.

## Biografi
Ernst Norée var son till konstförvanten Oskar Alfred Julius Norée och Maria-Lovisa Lundberg samt bror till Edit Norée. Efter att ha studerat vid Gävle högre allmänna läroverk 1889–1895 anställdes han vid kronokassörkontoret vid Gefle-Posten. Sin skådespelarbana började han vid Arbetareföreningens teater i Gävle och fick sin första professionella anställning i samband August Lindbergs teatersällskap besökte Gävle och Norée då fick anställning där. Han arbetade därefter vid andra resande teatersällskap, bland annat Emil Hillbergs, innan han 1902 fick anställning Albert Ranft, i första för att spela på Södra Teatern men han fick även uppträda på Oscarsteatern och Djurgårdsteatern. Han fick främst göra komiska roller och uppmärksammades särskilt för sina roller i pjäserna om Sten Stensson Stéen och i Emil Norlanders revyer. År 1904 ämnade han Stockholms för Göteborg där han var anställd vid Folkteatern fram till 1906 varefter han återvände till Stockholm och Albert Ranfts teatrar. År 1911 anställdes han vid Dramatiska teatern.
Norée var 1909–1922 sekreterare och 1922–1924 ordförande i Svenska teaterförbundet och den egentlige initiativtagaren till stiftelsen Höstsol, vars verkställande direktör han var på livstid. Norée var 1913–1917 ordförande i Skådebanan och 1921–1923 VD i AB Stadsteatern i Hälsingborg. 
Norée vann med några lyckligt anordnade varulotterier namn som expert inom området, övergick 1919 till affärsverksamhet och blev 1922 VD för Lånekassan för premieobligationer.
Han var gift med Lia Norée, far till Sture Norée och farfar till Britt Ståhlberg Norée. Makarna Norée är begravda på Norra begravningsplatsen utanför Stockholm.

## Teater

### Roller
| År   | Roll       | Produktion                                           | Regi | Teater           |
| ---- | ---------- | ---------------------------------------------------- | ---- | ---------------- |
| 1906 | Herr Hin   | Hertiginnan af Danviken Hasse Z                      |      | Kristallsalongen |
| 1906 |            | Allt på sin rätta plats Frans Hedberg                |      | Södra Teatern    |
| 1907 |            | Telefonhemligheter Herman Hanslleiter och Max Reiman |      | Djurgårdsteatern |
| 1907 | Baron Zeta | Den glada änkan – som varietédiva                    |      | Djurgårdsteatern |
| 1910 |            | Var bor hon då? Jean Kren och Victor Hollaender      |      | Södra Teatern    |